# Tasman-Serie
Die Tasman-Serie (englisch: Tasman Series) war eine Serie von Automobilrennen, die von 1964 bis 1975 jährlich in Australien und Neuseeland ausgetragen wurden. Benannt wurde sie nach der Tasmansee, die beide Länder voneinander trennt. Das Reglement der Tasman-Serie war anfänglich an das der Formel 1 angelehnt. Die Rennen fanden im Januar und Februar eines jeden Jahres statt. In den ersten Jahren war die Tasman-Serie sowohl bei Fahrern als auch bei den Chassisherstellern beliebt. Als sich die Serie zu Beginn der 1970er-Jahre an der Formel 5000 ausrichtete, ging der personelle und organisatorische Bezug zur Formel 1 verloren. Jeweils drei Meistertitel gingen an Jim Clark und an Graham McRae.

## Geschichte

### Die Formel-1-Ära

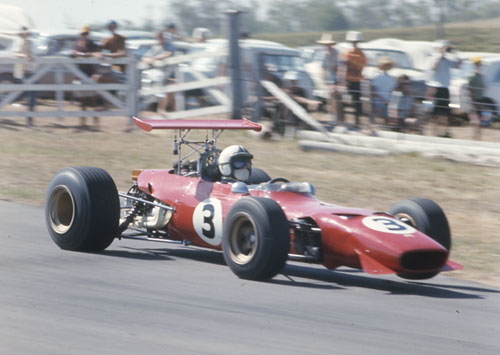
Eigens für die Tasman-Serie entwickelt: Ferrari 246 Tasman

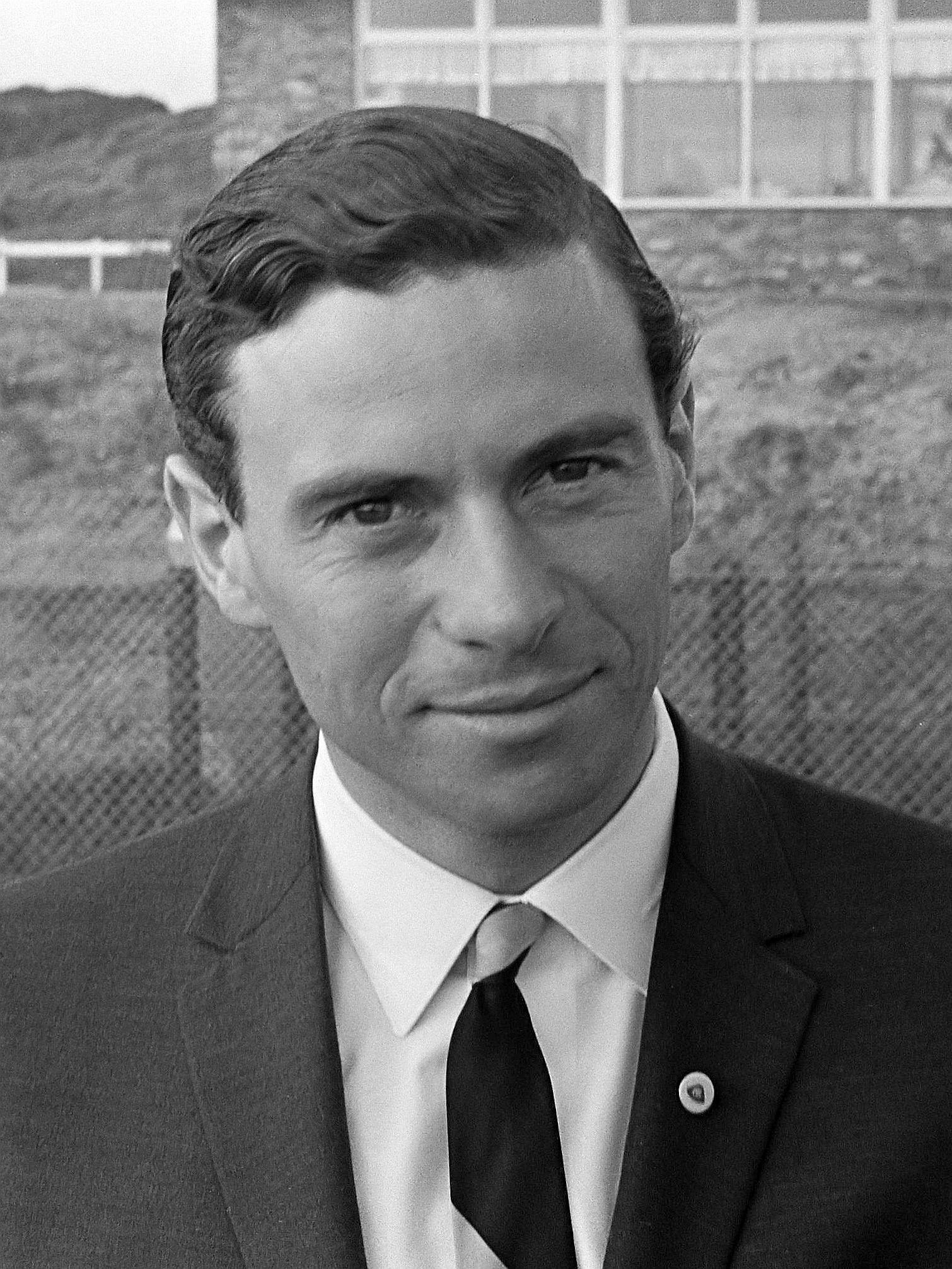
Dreimaliger Gewinner der Tasman-Meisterschaft: Jim Clark

Die erste Saison der Tasman-Serie fand im Januar und Februar 1964 statt. Das Reglement war so gefasst, dass Rennwagen der Formel 1 und der Formel 2 zugelassen waren. Der größte Unterschied betraf die Motorisierung: Die Tasman-Serie gestattete die Verwendung von 2,5 Liter großen Saugmotoren, wie sie in der Formel 1 bis 1960 eingesetzt worden waren. Diese Entscheidung war vor allem auf Kostengründe zurückzuführen: Nach dem Wechsel der Formel 1 auf 1,5 Liter große Motoren waren die bis dahin genutzten größeren Triebwerke obsolet geworden; andererseits hatten die Hersteller noch eine genügende Anzahl gebrauchter Motoren dieser Konfiguration im Bestand, die für die ozeanischen Rennen kostengünstig an die Teams abgegeben wurden. Die Tasman-Serie behielt dieses Reglement auch noch über 1965 hinaus bei: Während die Formel 1 ab 1966 wieder mit 3,0 Liter großen Saugmotoren fuhr, bestand in Tasmanien weiterhin eine Hubraumhöchstgrenze von 2,5 Litern. In der Praxis wurden in dieser Zeit die Formel-1-Motoren entsprechend angepasst; BRM, Ferrari und ab 1968 auch Cosworth hatten entsprechende Ableitungen ihrer Standardtriebwerke entwickelt.
In den 1960er-Jahren war die Tasman-Serie sowohl bei Fahrern als auch bei den Chassisherstellern der Formel 1 beliebt; Graham Hill bezeichnete die Tasman-Serie seinerzeit als „mein Winterquartier“. Die Attraktivität folgte zunächst aus der technischen Nähe der Serie zur Formel 1; darüber hinaus lagen die Rennen der Tasman-Serie zeitlich günstig: Sie fanden im Januar und Februar eines jeden Jahres statt, d. h. nach dem Abschluss einer Formel-1-Saison und vor dem Beginn der nächsten Saison. In dieser Zeit, in der auf der Nordhalbkugel Winter war, konnten in Europa aus klimatischen Gründen keine Rennen gefahren werden. Die Tasman-Serie ermöglichte den Fahrern in der Formel-1-freien Zeit die Aufrechterhaltung der Rennpraxis, und den Konstrukteuren gab sie die Möglichkeit, neue technische Entwicklungen vor Beginn der kommenden Formel-1-Saison zu testen. In der Konsequenz traten bis 1969 nahezu alle Formel-1-Konstrukteure in der Tasman-Serie mit Werksteams an; das schloss die Scuderia Ferrari mit ein. Das Starterfeld wurde jeweils durch zahlreiche private Teams ergänzt.

### Die Formel-5000-Ära
Wider Erwarten stiegen zum Ende der 1960er-Jahre die Kosten für konkurrenzfähige Motoren in der Formel 1. Diese Entwicklung erfasste letztlich auch die Tasman-Serie. Insbesondere bei den Privatteams regte sich zunehmend Widerstand gegen die Preisentwicklung. Die Organisatoren der Tasman-Serie änderten daraufhin das Reglement. Um die Kosten zu senken, wandten sie sich dem Konzept der Formel 5000 zu, die großvolumige Achtzylindermotoren US-amerikanischer Herkunft mit enger Verwandtschaft zu Großserienkonstruktionen einsetzte. Lieferanten waren nun Hersteller wie Chevrolet und Ford. Der Hubraum reiner Rennmotoren, die dem Grunde nach weiterhin zugelassen waren, wurde gleichzeitig auf 2,0 Liter begrenzt.
Diese Entwicklung führte technisch von der Formel 1 weg. Die Formel-1-Werksteams zogen sich nun zügig aus der Tasman-Serie zurück, weil aus den ozeanischen Rennen keine Rückschlüsse mehr für die Formel-1-Weltmeisterschaften zu ziehen waren. Konstrukteure wie Lola und Chevron, die nicht in der Formel 1 vertreten waren, belieferten daraufhin zunehmend die Tasman-Teams, und einige lokale Rennfahrer setzten sogar Eigenkonstruktionen ein. Graham McRae etwa gewann die Meisterschaften der Jahre 1972 und 1973 mit selbst entwickelten und gebauten Autos vom Typ Leda bzw. McRae.
Auch die in der Formel 1 etablierten europäischen Fahrer kamen in den 1970er Jahren kaum noch in die Tasman-Serie. Das Starterfeld der letzten Saison bestand ausschließlich aus australischen Piloten. Eine der wenigen Ausnahmen war der Brite Peter Gethin, der 1969 und 1970 die Europäische Formel-5000-Meisterschaft gewonnen hatte und 1974 Meister der Tasman-Serie wurde.

### Weitere Entwicklung
Ab 1976 wurden die australischen und die neuseeländischen Rennen getrennt voneinander durchgeführt:
- die vier australischen Rennen erhielten die Bezeichnung Rothmans International Series. Sie bestand von 1976 bis 1979 und folgte weitgehend dem Reglement der Formel 5000.
- Die vier neuseeländischen Rennen wurden unter der Bezeichnung Peter Stuyvesant Series zusammengefasst. Ab 1977 war sie für Fahrzeuge der Formula Pacific (Motoren bis zu 1,6 Litern Hubraum) ausgeschrieben.

## Organisation und Rennen

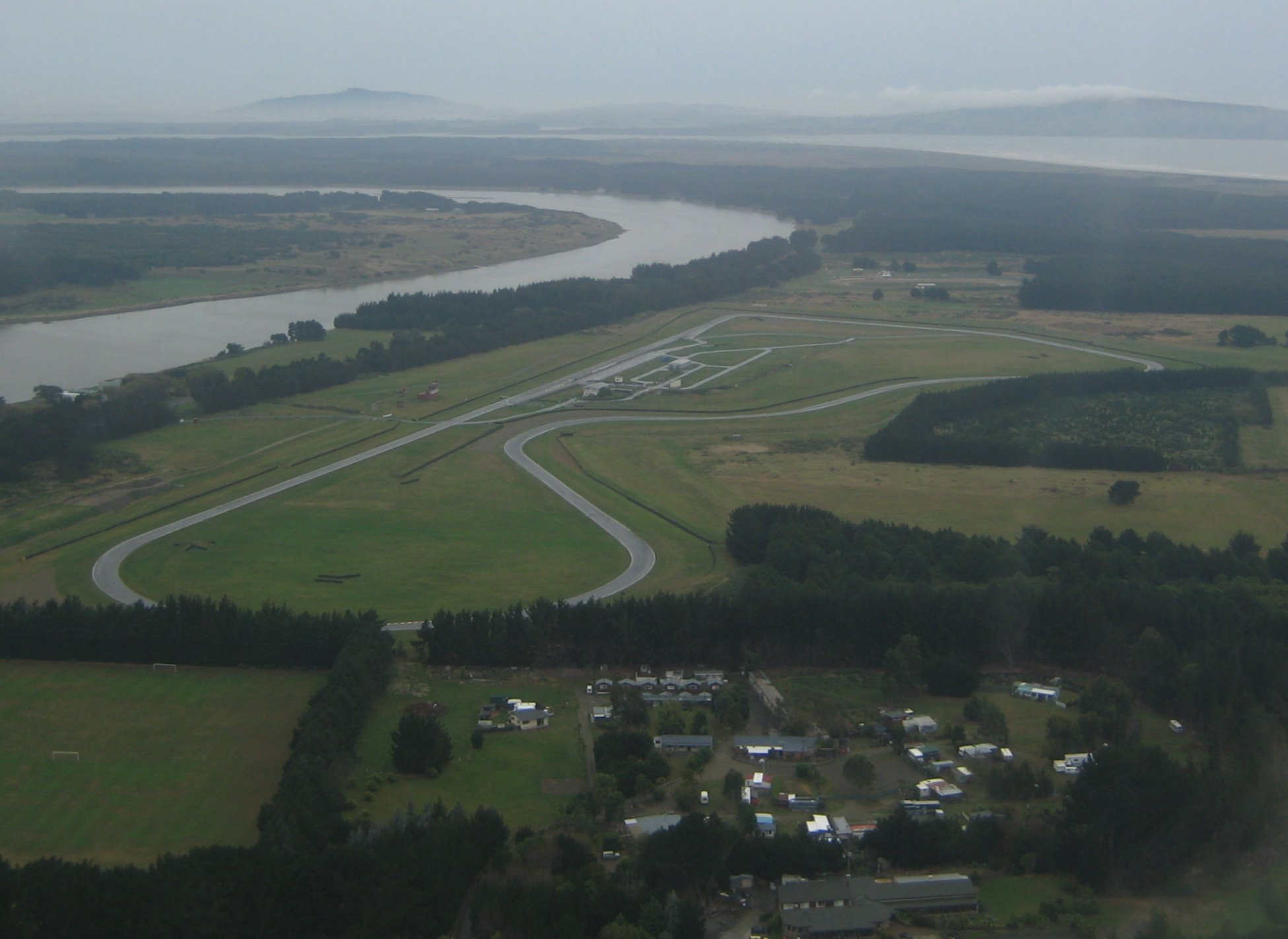
Teretonga Park in Neuseeland

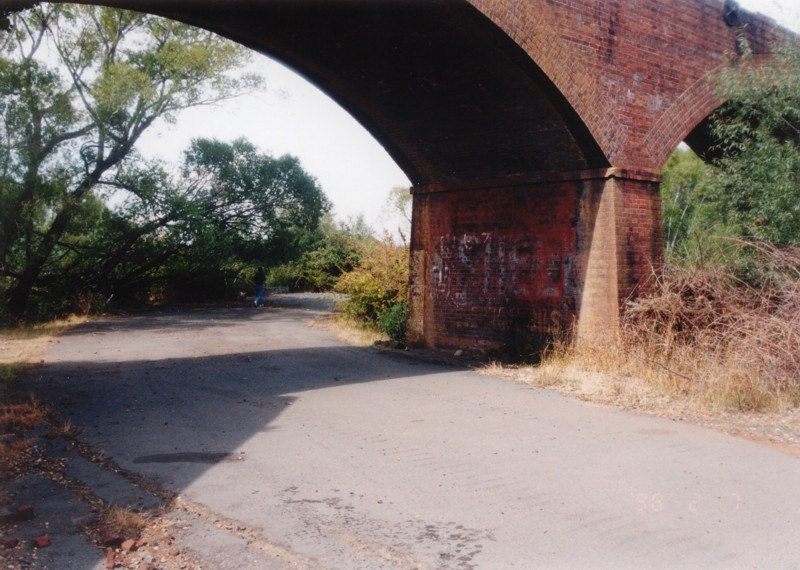
Longford auf Tasmanien: Streckenabschnitt des ehemaligen Longford Circuit

Eine Tasman-Saison bestand jeweils aus acht bis zehn Rennen, die im Abstand von einer Woche durchgeführt wurden. Die Saison begann mit vier oder fünf aufeinander folgenden Rennen in Neuseeland. Danach wechselten die Teams nach Australien, wo die restlichen Rennen stattfanden. Für einige Rennen nutzten die Organisatoren permanente Rennstrecken, für andere wurden temporäre Kurse, beispielsweise auf Flughäfen, aufgebaut. Die Zusammenstellung der neuseeländischen Strecken blieb während der elfjährigen Existenz der Tasman-Serie unverändert; in Australien hingegen wechselten die Stecken wiederholt.

### Strecken in Neuseeland
- Levin Circuit in Levin (1964–1975)
- Pukekohe Park Raceway in Pukekohe (1964–1975)
- Wingram Airfield Circuit in Christchurch (1964–1975)
- Teretonga Park bei Invercargill (1964–1975)

### Strecken in Australien
- Sandown International Motor Raceway in Melbourne (1964–1975)
- Warwick Farm Raceway in Warwick Farm (Sydney) (1964–1973)
- Lakeside International Raceway in Brisbane (1964; 1966–1967)
- Longford Circuit in Longford (Tasmanien) (1964–1968)
- Surfers Paradise International Raceway in Surfers Paradise (1968; 1970–1975)
- Adelaide International Raceway in Virginia (1972–1975)
- Oran Park Raceway in Narellan (Sydney) (1974–1975)

## Meister
| Jahr | Fahrer          | Chassis    | Team                         | Punkte  |
| ---- | --------------- | ---------- | ---------------------------- | ------- |
| 1964 | Bruce McLaren   | Cooper     | McLaren                      | 47 (39) |
| 1965 | Jim Clark       | Lotus      | Lotus                        | 44 (35) |
| 1966 | Jackie Stewart  | BRM        | BRM                          | 45      |
| 1967 | Jim Clark       | Lotus      | Lotus                        | 45      |
| 1968 | Jim Clark       | Lotus      | Lotus                        | 44      |
| 1969 | Chris Amon      | Ferrari    | Scuderia Veloce              | 44      |
| 1970 | Graeme Lawrence | Ferrari    |                              | 30      |
| 1971 | Graham McRae    | McLaren    | Crown Lynn                   | 35      |
| 1972 | Graham McRae    | Leda Cars  | Grid International (NZ) Ltd. | 39      |
| 1973 | Graham McRae    | McRae Cars | STP Corporation              | 40      |
| 1974 | Peter Gethin    | Chevron    | Chevron                      | 41      |
| 1975 | Warwick Brown   | Lola       | Part Burke Racing            | 31      |